# Abilene (Texas)
Abilene város az USA Texas államában. Lakosainak száma 125 182 fő (2020. április 1.).

## Népesség
A település népességének változása:

| 2010 | 117 063 |
| 2020 | 125 182 |